# Therapeutische Allianz
Dieser Artikel wurde auf der Qualitätssicherungsseite des Wikiprojekts Psychologie eingetragen. Dies geschieht, um die Qualität der Artikel aus dem Themengebiet Psychologie zu verbessern. Dabei werden Artikel verbessert oder auch zur Löschung vorgeschlagen, wenn sie nicht den Kriterien der Wikipedia entsprechen. Hilf mit bei der Verbesserung und beteilige dich an der Diskussion im Projekt Psychologie.
Die Therapeutische Allianz (Allianz von französisch alliance zu altfranzös.: aleier ‚sich verbinden‘) beschreibt die Verbindung/Übereinstimmung von Behandler und Patient innerhalb des „therapeutischen Arbeitsbündnisses“ in einer Psychotherapie.

## Qualität
Die Qualität der therapeutischen Allianz steht in direkter Abhängigkeit zum Grad der Übereinstimmung bei Therapeut und Patient und bezieht sich auf die Ziele und die Notwendigkeit der Therapie. (Bordin 1979/ zitiert in Schreiber u. Pfaff 2003)

## Aspekte der Therapeutischen Allianz
Therapeutische Allianz  ist eine Variable der Persönlichkeit von Therapeut und Patient und beschreibt  Interaktion und  Kommunikation zwischen beiden.
Therapeut und Patient sind in der Lage, bei der Verfolgung des Therapiezieles zusammenzuarbeiten. Es besteht weitgehende Übereinstimmung in der Definition des angestrebten Therapiezieles und die Zusammenarbeit begründet sich auf einer realistischen Basis mit gegenseitigem Respekt, Engagement und Vertrauen. Das Zustandekommen der Therapeutischen Allianz ist Voraussetzung für das Gelingen einer Therapie. (Foreman u. Marmar 1985/ zitiert in Schreiber u. Pfaff 2003)
Entwicklungsgeschichtlich betrachtet entlehnt das Konzept der Psychoanalyse und steht in enger Beziehung zur Übertragung. In den verschiedenen Therapierichtungen hat die Therapeutische Allianz unterschiedlichen Stellenwert. Typische Verläufe von Allianz sind übergreifend in den verschiedenen therapeutischen Settings feststellbar.